# Ne joči, Peter
Ne joči, Peter je slovenski vojni film režiserja Franceta Štiglica iz leta 1964. Govori o častni zadolžitvi dveh partizanskih minerjev, ki morata pripeljati tri vojne sirote z nevarnega območja, kjer potekajo boji, na varno osvobojeno ozemlje. Minerja sta na začetku razočarana, saj sta pričakovala kakšno večjo akcijo, reševanje otrok pa se jima zdi ponižujoča naloga. Kmalu pa se z njimi spoprijateljita, še posebej z najmlajšim, komaj štiriletnim Petrom, ki je tudi krivec za vse kasnejše smešne in nežne prizore. Po naključju jima kasneje uspe tudi večja akcija, saj razstrelita nemško skladišče orožja.
Film je bil posnet na Primorskem (Podnanos, Štanjel, Vipava). 

## Filmska ekipa
- Direktor fotografije: Ivan Marinček
- Glasba: Alojz Srebotnjak
- ko-produkcija: Filmski sklad Republike Slovenije

Tehnični podatki:
- 35 mm,
- čb,
- 16:9
- dolžina filma: 2537 m

Igralci:
- Lojze Rozman (Dane)
- Bert Sotlar (Lovro)
- Majda Potokar (Magda)
- Zlatko Šugman (Dolfe)
- Bogdan Lubej (Peter)
- Andrej Kurent (poveljnik)
- Polde Bibič (Matija)
- Karel Pogorelec (gostilničar)
- Danilo Bezlaj (nemški vojak)
- Franci Prus (nemški vojak)
- Vinko Podgoršek (nemški vojak)
- Maks Bajc (nemški vojak)
- Metka Bučar (kmetica)
- Miha Derganc (Miran)
- Marjanca Mavec (Ljuba)
- Branko Miklavc (partizan)
- Kristijan Muck
- Tone Slodnjak (nemški vojak)
- Dušan Škedl
- Dare Ulaga (poveljnik)
- Aleksander Valič (nemški častnik)